# Diego Gelmírez
Diego Gelmírez (né à Padrón en 1069 et mort à Saint-Jacques-de-Compostelle en 1140), est un homme d'église galicien, archevêque de Saint-Jacques-de-Compostelle.

## Biographie
Second d'une fratrie de quatre enfants, il est le fils du comte Gelmiro. Il reçoit une éducation à la fois curiale et religieuse, en particulier auprès de son prédécesseur à l'épiscopat, Diego Peláez. Il devient notaire des comtes de Galice, Raymond de Bourgogne et Urraque I de Castille, ce qui lui vaut de fréquents contacts avec le roi Alphonse VII. Lors d'un voyage à Rome en 1100, il est ordonné sous-diacre. Élu en 1101 évêque de Saint-Jacques-de-Compostelle, il déploie une intense activité dans ses deux rôles politique et religieux. Il fait notamment construire une chapelle sur la colline de Monte do Gozo (Montjoie), premier point haut d'où les pèlerins pouvaient apercevoir la catedral de Santiago.
Sur le plan religieux, il n'a de cesse d'obtenir la transformation de l'évêché en archevêché métropolitain, grâce, en particulier, à ses relations avec le pape Calixte II, frère de Raymond de Bourgogne, ce qu'il finit par obtenir partiellement en 1120, devenant le premier archevêque de Compostelle. En 1128, grâce à ses efforts, les travaux de la cathédrale, commencés en 1075 par son prédécesseur, prennent fin.
Sur le plan politique, il faut souligner qu'il est le premier à obtenir du roi Alphonse VII le privilège de battre monnaie. En 1127 il obtient du souverain le privilège de choisir le chancelier royal, son ancien trésorier Bernardo. Soutien inconditionnel d'Alphonse VII, il prend activement part aux tensions entre lui, les tenants du nouvel époux d'Urraque, le roi Alphonse Ier d'Aragon et de Navarre, ainsi qu'aux visées sécessionnistes des comtes de Portugal.
Sa vie nous est connue par l'Historia Compostellana (le titre exact de cet ouvrage est en fait De rebus gestis D. Didaci Gelmírez, primi Compostellani Archiepiscopi). Il s'agit d'un registrum réalisé par deux chanoines de la cathédrale de Compostelle à la demande de l’intéressé lui-même..